# Kasteel van Beynac
Het Kasteel van Beynac (Frans: Château de Beynac) ligt nabij de Franse plaats Beynac-et-Cazenac en werd gebouwd in de 12de eeuw door de baronnen van Beynac.
Het kasteel trekt jaarlijks ongeveer 180.000 bezoekers. Sinds 2022 is in de 17e-eeuwse stallen een tentoonstelling ingericht rond de historische figuren van Richard Leeuwenhart en Eleonora van Aquitanië.

## Beschrijving
Dit middeleeuwse gebouw met een sobere allure, gelegen op de top van een kalkstenen plateau, domineert het dorp op de rechteroever van de Dordogne. Door de lange bouwgeschiedenis, die liep van 1115 tot 1640, heeft het kasteel middeleeuwse maar ook renaissance-elementen. Het kasteel heeft de vorm van een onregelmatige vierhoek die naar het zuiden wordt uitgebreid door een sporenbastion. De strenge donjon, versierd met kantelen, dateert uit de dertiende eeuw. Beschermd aan de zijkant van het plateau door een dubbele vestingmuur, kijkt het kasteel uit over de Dordogne vanop een hoogte van 150 m.
Het kasteel bevat gerestaureerde kamers. Het kasteel van Castelnaud, dat op drie km aan de andere kant van de rivier ligt, is vanaf het kasteelterras te zien. De versterkte kerk in het kasteel, Notre-Dame-de-l'Assomption, doet dienst als parochiekerk.

## Geschiedenis
Deze strategische plaats werd al versterkt in de 10e eeuw. Met de bouw van het huidige kasteel werd begonnen in 1115. Het kasteel werd een bolwerk van de katharen en werd in 1214 belegerd door Simon van Montfort. Tijdens de Honderdjarige Oorlog was de familie de Beynac op hand van de Fransen, terwijl het naburige kasteel van Castelnaud in Engelse handen was. De baronnen van Beynac lieten daarom in de 15e eeuw het kasteel van Marquessac bouwen als voorpost. Op hun beurt lieten de kasteelheren van Castelnaud het kasteel van Fayrac bouwen.
Het vervallen kasteel werd vanaf 1960 gerestaureerd nadat het gekocht was door Lucien Grosso. Hij verkocht het kasteel later aan Albéric de Montgolfier, met behoud van vruchtgebruik voor hem en voor zijn vrouw. Grosso overleed in 2008 en zijn echtgenote in 2016.

## Baronnen van Beynac
Beynac was een van de vier baronieën van Périgord. Het kasteel was van de 12e eeuw tot de jaren 1960 in handen van de familie de Beynac, vanaf de 18e eeuw de Bedaumont-Baynac. Hieronder een (onvolledige) lijst van de baronnen van Beynac:
- Maynard (1115–1124)
- Adhémar (1147–1189)

Wapenschild van Beynac.

- Mercadier krijgt het kasteel van Richard I van Engeland, koning van Engeland (1189–1200)
- Pons I (1200–1209)
- Gaillard (1238–1272)
- Pons II (1251–1300)
- Adhémar III (1269–1348)
- Pons III (-1346)
- Boson (1341–1348)
- Pons IV (1362–1366)
- Philippe (-1403)
- Pons V (1461–1463)
- Jean-Bertrand (-1485)
- Geoffroy I (-1530)
- François (-1537)
- Geoffroy II (-1546)
- Geoffroy III
- Guy I (1643-)
- Isaac
- Guy II
- Pierre
- Marie-Claude (1732-18??)
- Christophe-Marie (1764-18??)
- Louis, dit Ludovic (1784-18??)
- Christophe-Amable-Victoire (1831-18??)
- Soffrey-Paul-Louis-Armand (1857-19??)
- Amable-Avit-Christophe (1895-)
- Pierre-Aimé-Soffrey-Armand (1929-)

## Als decor
Het Kasteel van Beynac werd ook gebruikt als decor in verschillende filmproducties.
- Le Capitan van André Hunebelle, in 1960
- Elle voit des nains partout ! van Jean-Claude Sussfeld, in 1982
- Les Visiteurs van Jean-Marie Poiré, in 1993
- La Fille de d'Artagnan van Bertrand Tavernier, in 1994
- Les Couloirs du temps : Les Visiteurs 2 (1998)
- The Messenger: The Story of Joan of Arc van Luc Besson, in 1999
- Fanfan la Tulipe van Gérard Krawczyk, in 2003
- The Last Duel van Ridley Scott, in 2021